# Удо (князь бодричей)
Удо (убит в 1028) — князь бодричей, сын Мстивоя.

## Биография
От рождения Удо носил имя Пшибигнев (Прибыгнев). Его отец Мстивой, после нанесённого славянам маркграфом Теодориком оскорбления, оставил христианство. Удо правил бодричами после Мстивоя, совместно с князьями Анадрагом и Гневом. Гилфердинг А. Ф. пишет, что Удо бывал в возрождённом после 1018 года Гамбурге.
Гельмольд из Босау называл Удо «плохим христианином», а Гильфердинг указывал на то, что он был единственным христианином среди ободритских князей. Часть авторов предполагает, что имя Удо он получил при крещении, часть усматривает в этом связь с Лотарем Удо I фон Штаде.
Удо в 1028 году был убит перебежчиком-саксом. Его сын Готшалк вернулся на родину, и стал мстить саксонцам за гибель отца.